# Leonid Lytvynenko
Pour les articles homonymes, voir Litvinenko.
Leonid Dmytrovych Lytvynenko aussi connu par son nom russe Litvinenko (en russe : Леони́д Дми́триевич Литвине́нко, en ukrainien : Леонід Дмитрович Литвиненко ; né le 28 janvier 1949 à Smila) est un athlète ukrainien spécialiste du décathlon. Licencié au Burevestnik Kyiv de Kiev, il mesure 1,85 m pour 87 kg. Récipiendaire de l'Ordre de l'Insigne d'honneur en 1972, c'est au cours de cette même année qu'il devient vice-champion olympique du décathlon, à Munich.

## Carrière

### Palmarès
| Date | Compétition           | Lieu             | Résultat | Performance |
| ---- | --------------------- | ---------------- | -------- | ----------- |
| 1970 | Spartakiade           | Union soviétique | 1er      |             |
| 1972 | Jeux olympiques d'été | Munich           | 2e       | 8 035 pts   |
| 1974 | Championnats d'Europe | Rome             | 4e       | 8 122 pts   |
| 1976 | Jeux olympiques d'été | Montréal         | 7e       | 8 025 pts   |

### Records
| Épreuve   | Performance | Lieu | Date |
| --------- | ----------- | ---- | ---- |
| Décathlon | 8 141 pts   |      | 1976 |